# Evolvulus barbatus
Evolvulus barbatus är en vindeväxtart som beskrevs av Carl Daniel Friedrich Meisner. Evolvulus barbatus ingår i släktet Evolvulus och familjen vindeväxter. Inga underarter finns listade i Catalogue of Life.